# Trofeo Laigueglia 2017
Die 54. Trofeo Laigueglia 2017 war ein italienisches Straßenradrennen. Das Eintagesrennen fand am Sonntag, den 12. Februar 2017, statt und startete und endete in Laigueglia nach 192,5 km. Zudem gehörte das Radrennen zur UCI Europe Tour 2017 und war dort in der Kategorie 1.HC eingestuft.

## Teilnehmende Mannschaften
| WorldTeams (4)- AG2R La Mondiale - Astana - FDJ - UAE Abu Dhabi Professional Continental Teams (12)- Androni Giocattoli - Aqua Blue Sport - Bardiani CSF - Direct Énergie - Delko Marseille Provence KTM - Fortuneo-Vital Concept - Gazprom-RusVelo - Israel Cycling Academy - Nippo-Vini Fantini - Novo Nordisk - Wilier Triestina-Selle Italia - WB-Veranclassic-Aqua Protect Continental Teams (6)- Amore & Vita-Selle SMP-Fondriest - D'Amico-Utensilnord - GM Europa Ovini - Sangemini-MG.Kvis - Tirol - Unieuro Trevigiani-Hemus 1896 Nationalmannschaft- Italien |
| |

## Rennergebnis
| \| Gesamtwertung \| Gesamtwertung \| Gesamtwertung \| Gesamtwertung \| Gesamtwertung \| \| Fahrer \| Fahrer \| Land \| Team \| Zeit \| \| ------------- \| ----------------- \| ------------- \| ---------------------------- \| --------------- \| \| 1. \| Fabio Felline \| Italien \| Italien \| 4 h 54 min 01 s \| \| 2. \| Romain Hardy \| Frankreich \| Fortuneo-Vital Concept \| + 25 s \| \| 3. \| Mauro Finetto \| Italien \| Delko-Marseille Provence-KTM \| + 25 s \| \| 4. \| Matteo Trentin \| Italien \| Italien \| + 25 s \| \| 5. \| Cyril Gautier \| Frankreich \| AG2R La Mondiale \| + 25 s \| \| 6. \| Francesco Gavazzi \| Italien \| Androni-Sidermec-Bottecchia \| + 25 s \| \| 7. \| Arthur Vichot \| Frankreich \| FDJ \| + 25 s \| \| 8. \| Matej Mohorič \| Slowenien \| UAE Abu Dhabi \| + 25 s \| \| 9. \| Mattia Cattaneo \| Italien \| Androni-Sidermec-Bottecchia \| + 25 s \| \| 10. \| Romain Combaud \| Frankreich \| Delko-Marseille Provence-KTM \| + 29 s \| |                   |            |                              |                 |
| |                   |            |                              |                 |
| Quellen: ProCyclingStats Cycling Quotient Cycling Archives |                   |            |                              |                 |
| Gesamtwertung |                   |            |                              |                 |
| Fahrer | Fahrer            | Land       | Team                         | Zeit            |
| 1. | Fabio Felline     | Italien    | Italien                      | 4 h 54 min 01 s |
| 2. | Romain Hardy      | Frankreich | Fortuneo-Vital Concept       | + 25 s          |
| 3. | Mauro Finetto     | Italien    | Delko-Marseille Provence-KTM | + 25 s          |
| 4. | Matteo Trentin    | Italien    | Italien                      | + 25 s          |
| 5. | Cyril Gautier     | Frankreich | AG2R La Mondiale             | + 25 s          |
| 6. | Francesco Gavazzi | Italien    | Androni-Sidermec-Bottecchia  | + 25 s          |
| 7. | Arthur Vichot     | Frankreich | FDJ                          | + 25 s          |
| 8. | Matej Mohorič     | Slowenien  | UAE Abu Dhabi                | + 25 s          |
| 9. | Mattia Cattaneo   | Italien    | Androni-Sidermec-Bottecchia  | + 25 s          |
| 10. | Romain Combaud    | Frankreich | Delko-Marseille Provence-KTM | + 29 s          |